# Spinhálózat
A fizikában a spinhálózat egyfajta diagram, amelyet arra használnak a kvantummechanikában, hogy megjelenítse az állapotokat, valamint a részecskék és a tér közötti egymásra hatást. Matematikai aspektusból a diagram egy jó eszköz ahhoz, hogy kifejezze tömören multilineáris funkciókat és az összefüggéseket a mátrix csoportok között. A diagramikus megjelenítés gyakorta leegyszerűsíti a valóságban bonyolult összefüggéseket.  A spinhálózat Roger Penrose nevéhez fűződik (1971), habár hasonló diagramok már korábban is ismertek voltak.

## Penrose eredeti definíciója
A spinhálózat egy olyan diagram, ahol minden sor- szegmens az "egység"  world line-t reprezentálja.("egység"= vagy egy elemi részecske vagy a részecskék összetett rendszere). Három sor- szegmens csatlakozik minden egyes vertexhez. A vertex (tetőpont) úgy értelmezhető, mint egy esemény, ahol vagy egy egység két részre hasad, vagy két egység ütközik és egy egység válik belőlük. Azokat a diagramokat, ahol a vonali szegmensek mind tetőpontokhoz csatlakoznak, zárt spinhálózatoknak nevezzük. Az idő egy irányba halad, mint például a diagram aljáról a tetejére, azonban zárt spinhálózatoknál ez irreleváns a számításokra tekintettel.
Minden egyes vonali szegmenst egy egésszel jelölünk (spin szám). Az n számú egység elnevezése n-egység és perdülete, ahol i a redukált Planck-állandó. Bozonok esetében, mint a fotonok és gluonok, n páros szám. Fermionoknál, mint az elektronok és a kvarkok, n páratlan. Egy adott spin hálózatnál egy nem-negatív egészt a hálózat normatívájának hívunk. A normatívákat a különböző spin értékek valószínűségének számításakor használhatjuk. Egy hálózat, amelynek normatívája nulla, annak előfordulási valószínűsége is zérus. A normatívák és a valószínűségek kiszámításának szabályai túlmutatnak ennek a cikknek a terjedelmén. Mindazonáltal egy nem-nulla normával rendelkező spinhálózatnak két követelményt ki kell elégítenie minden vertexnél: Tegyük fel, hogy egy vertex pontban három egység találkozik, spin számaik: a, b, és c.
Akkor:
- a–nak kisebb vagy egyenlőnek kell lennie  b+c-nél, b-nek kisebb vagy egyenlőnek kell lennie a+c-nél és, c kisebb vagy egyenlőnek lennie a+b-vel. Ez a követelmény a  ‘háromszög egyenlőtlenség’
- a+b+c –nek páros számnak kell lenni. Ez a követelmény a "fermion konzerváció".

Például
a=3, b=4, c=5 lehetséges, mivel 3+4+5=12 páros és a háromszög egyenlőtlenség teljesül.
Viszont az
a=3, b=4, c=6 nem lehetséges, mivel 3+4+6=13 páratlan, és 
 
a=3, b=4, c=9 nem lehetséges, mert 3+4<9.
Néhány konvenció félegész számokat használ jelölésre, azzal a megkötéssel, hogy a+b+c-nek egész számnak kell lennie.

## Fordítás
- Ez a szócikk részben vagy egészben  a   Spin Network című angol Wikipédia-szócikk fordításán alapul.  Az eredeti cikk szerkesztőit annak laptörténete sorolja fel. Ez a jelzés csupán a megfogalmazás eredetét és a szerzői jogokat jelzi, nem szolgál a cikkben szereplő információk forrásmegjelöléseként.